# Кум (остан)
Вижте пояснителната страница за други значения на Кум.
Кум (на персийски: قم) е един от 31 остана на Иран. Разположен е в северната част на страната, включен е в административния Регион 1. Заема площ около 11 000 km², населението е над 1 милион. Административен център е град Кум.

## История
Територията на остана е заселена от дълбока древност. Археологическите находки датират от хиляди години преди Христа. Градът Ком съществува още по време на Сасанидската империя. Както повечето региони на Персия територията на остана претърпява многобройни нашествия и става част от различни държави, възникващи на Иранското плато. Арабите завземат региона през 7 век, през 8 век Кум става център на шиитския ислям. Управлението на Селджуците е свързано с неговото икономическо развитие, но монголското нашествие през 13 век води до пълното му разрушаване. Възстановява се и става един от религиозните центровете през епохата на Сефевидите, които обявяват шиизма за официална религия на своята държава. През 18 век претърпява разрушения при инвазия на афганските племена, по време на управлението на Надер Шах и при борбата за надмощие между династиите Зенд и Каджар. В края на 18 век Каджарската династия поема властта над целия Иран и Кум преживява разцвет.
През 20 век, когато Иран се управлява от Реза Шах Пахлави, в Кум възниква съпротивление срещу налаганите светски реформи. По-късно градът Кум се превръща в политически център, където започват процесите, довели до Ислямската революция на Иран.

## География
Остан Кум граничи с останите Маркази на запад, Техеран на север, Семнан на изток, Исфахан на юг. Разположен е между планинските вериги Алборз и Загрос, на изток има голяма граница с пустинята Деще Кевир. Планинските райони заемат около 25% от площта на остана. Най-високата точка е 3300 m надморско равнище, най-ниската e 800 m. На територията на остана се намират две големи солени езера.
Климатът на остана се определя от релефа и от близостта с пустинята, като цяло той е сух и полусух. Валежите са редки, средногодишните са 135 mm. 74% от годишните валежи са през пролетта и зимата. През лятото средното количество на валежите е под 2 mm. Малкото количество валежи заедно с горещите и сухи ветрове от пустинята причиняват средногодишно изпарение около 300 mm.
За региона са характерни студени зими и много горещи лета, като поради топографските особености в различните части на остана има значителни разлики в температурите. През годината средната минимална температура -5,16°С, средната максимална е 42,5°С. Максималната температура на въздуха достига 49°С и се наблюдава през юли и август, минималната е през февруари и е -24°С. 

## Административно деление
Всеки остан в Иран се дели на шахрестани, които се състоят от бахши, те на свой ред съдържат най-малките административни единици – дехестани. Административният център на шахрестан е град, който носи името на шахрестана.
Остан Кум има един шахрестан със същото име, който е разделена на пет бахша: Маркази, Джафарабад, Халаджестан, Нофел Лошато, Салафчеган.
| Карта                                                         | Съкращение   | Бахш |
| ------------------------------------------------------------- | ------------ | ---- |
|                                                               |              |      |
| Q                                                             | Маркази      |      |
| j                                                             | Джафарабад   |      |
| kh                                                            | Халаджестан  |      |
| n                                                             | Нофел Лошато |      |
| s                                                             | Салафчеган   |      |
| Съседни остани: E: Исфахан, M: Маркази, S: Семнан, T: Техеран |              |      |

## Население
Съгласно националното преброяване през 2016 г. населението на провинцията е 1 292 283 души, от които 1 229 964 живеят в градовете. 88.7% от населението е грамотно (възрастова група над 6 г.).
Етническото мнозинство са персийци. Малцинствените групи са тюрки, лури и кюрди. Религиозното мнозинство са мюсюлмани.

## Икономика
Остан Кум е индустриален регион. Тук се намират предприятия, свързани с нефтодобива и минното дело, развита е текстилната, металургическата и машиностроителната промишленост. Сред изнасяните стоки са фармацевтичните продукти и изделията на кожарските производства. На територията на остана се намира подземен завод за обогатяване на уран.
Селскостопанската дейност в региона е добре развита въпреки сухия климат и ограничения брой на водни източници. В планинските и полупланинските територии е развито градинарството и животновъдството. Регионът е известен с отглеждането на нар и шамфъстък. Нивите в районите около град Кум традиционно се засяват с памук. В остана се произвеждат и зърнени култури, главно пшеница и ечемик.
Кум е известен с изработването на копринени персийски килими, запазени са и други традиционни занаяти. Туристическият бизнес е свързан в голяма степен с обслужването на посетители на многобройните религиозни центрове.

## Образование
Остан Кум разполага с десетки научни и образователни организации. Броят на висшите учебни заведения според официалната статистика е 44, голям дял заемат учрежденията за религиозно обучение.
- Университет Кум
- Медицински университет Кум
- Медицински университет Фатимийе
- Технически университет Кум
- Център за висше образование по приложни и технически науки и минно дело
- Свободен Ислямски университет
- Университет Шейх Мофид
- Висш Институт Шахаб Данеш

## Забележителности
В остан Кум има както паметници с историческо и културно значение, така и природни забележителности. Тук се намират голям брой обекти, включени в списъка на Иранската организация за културно наследство. Най-популярните са:
- Пещера Кехак
- Солените езера Хоузе Солтан и Намак
- Базар в град Кум
- Семинария Файзие
- Храм на Фатиме Масуме
- Джамия Джамкаран
- Джамия Джаме